# Disaster Movie
Disaster Movie ist eine US-amerikanische Postapokalypse-Comedy aus dem Jahr 2008 von Jason Friedberg und Aaron Seltzer, die auch für die Filme Date Movie (2006), Scary Movie (2001–2006), Fantastic Movie (2007) und Meine Frau, die Spartaner und ich (2008) verantwortlich zeichnen. Der Film wurde von der Kritik sehr schlecht aufgenommen, spielte bei einem Budget von 20 Mio. US-Dollar Erlöse von weltweit 34,8 Mio. US-Dollar ein und ist in dieser Hinsicht der am wenigsten erfolgreiche Film des Autorenduos. Disaster Movie startete in den USA am 29. August 2008. In Deutschland sollte der Film ursprünglich am 2. Oktober 2008 anlaufen, der Starttermin wurde jedoch kurzfristig abgesagt. Stattdessen erschien der Film am 19. Februar 2009 direkt auf DVD.

## Handlung
Im Jahr 10.001 v. Chr. stößt ein Urmensch auf Amy Winehouse, die prophezeit, dass die Menschheit am 29. August 2008 vor ihrer Auslöschung steht und ein oranger Kristallschädel irgendwie damit verbunden sein wird.
Am 29. August 2008 wacht Will morgens auf und hat von den Geschehnissen mit Amy Winehouse geträumt. Er stellt fest, dass ein Schädel im Kalender am heutigen Tag gekennzeichnet ist. Er versucht es seiner Freundin Amy zu erzählen, welche ihn seit längerer Zeit betrügt. Diese glaubt es ihm allerdings nicht.
Noch am selben Tag, bei seiner Super Duper Sweet Sixteen-Party zum 25. Geburtstag, beginnt die Erde zu beben und im Radio wird vom Ende der Welt berichtet. Kurz darauf bringen Meteore und Erdbeben die Stadt in Gefahr, und Will stellt fest, dass es immer kälter wird. Gemeinsam mit Calvin, Lisa und Juney macht er sich auf den Weg die Stadt zu verlassen, wo sie mit ansehen müssen, wie Hannah Montana von einem Meteor erschlagen wird. Sie suchen ein Versteck, doch müssen sie zuerst die „Sex and the City“-Girls von dort vertreiben. Amy ruft Will von ihrer Arbeit aus an und teilt mit, dass sie in einem Museum ist und prüfen will, ob auch alles an seinem Platz ist. Will möchte nach Amy sehen, doch Lisa weigert sich mit Will, Juney und Calvin mitzugehen und wird kurz darauf ebenfalls von einem Meteor erschlagen, was ein harter Schlag für Calvin ist, der dadurch seine große Liebe verliert. Doch nicht lange, denn die verwunschene Prinzessin kommt aus der Kanalisation gekrochen und verliebt sich in Calvin. Die neue Truppe muss sich nun vor Tornados in Sicherheit bringen. Im sicheren Versteck wird Juney jedoch von tollwütigen Chipmunks gefressen und für Will läuft allmählich die Zeit ab. Er wird von Amy angerufen, dass sie sich nicht bewegen kann, da eine Statue sie am Boden festhält. Im Museum angekommen werden die Prinzessin und Calvin von Kung Fu-Panda getötet. Es stellt sich heraus, dass Amy den Kristallschädel entwendet und unter ihrem Rock versteckt hat und ihn zu einem Altar bringen will. Vorher liefern sie sich noch einem Kampf mit Beowulf, den sie aber gewinnen. Beim Altar angekommen treffen sie auf Wills Vater: Indiana Jones. Will schafft es den Schädel zurück zum Altar zu bringen und so das Ende der Menschheit zu verhindern.
Der Film endet mit einer Hochzeit von Amy und Will im „Love Guru“-Stil – gefolgt von einem Lied vom kompletten Cast, in dem sie darüber singen, dass sie sich alle gegenseitig gedatet/gefickt haben.

## Hintergrund
- In der Kinofassung wurde das Wort gefickt sowie einige andere durch gedatet ersetzt. In der Unrated Fassung ist das Lied auch ungeschnitten zu sehen.
- Arbeitstitel zum Film waren Meet the Spartans 2, Goodie Two Shoes oder auch Meet the Spartans 2: The Story of McLover & The Kingdom of the Crystal Beer Can

## Rezeption
Die Kritiken von Disaster Movie fielen durchweg schlecht aus. Der Film verzeichnet auf Rotten Tomatoes von 74 Kritiken nur eine positive. Josh Levin von Slate nennt die Macher „Scharlatane“ und spricht ihnen das Recht ab, Filmemacher genannt zu werden. Disaster Movie befindet sich auf Platz 1 der Liste der 100 schlechtesten Filme, welche von der Internet Movie Database geführt wird.

„Es steht zu hoffen, dass ‚Disaster Movie‘ in Deutschland mit der gleichen Missachtung wie in den USA begegnet wird. Verdient hätte es der von Jason Friedberg und Aaron Seltzer verzapfte Schwachfug allemal. In siebzig Minuten schaffen es die beiden ‚Kreativköpfe‘, jeden möglichen Witz ins Unerträgliche oder Widerwärtige abdriften zu lassen. Und selbst wenn ‚Disaster Movie‘ über weite Strecken nur pure Einfallslosigkeit zu attestieren ist, disqualifiziert sich die Möchtegernparodie durch seine zahllosen Geschmacksentgleisungen endgültig.“

Der Film erhielt sechs Nominierungen für die Goldene Himbeere in den Kategorien Schlechtester Film, Schlechteste Nebendarstellerin, Schlechtestes Prequel, Neuverfilmung, Abzocke oder Fortsetzung, Schlechteste Regie und Schlechtestes Drehbuch. In der Kategorie Schlechteste Nebendarstellerin wurde sowohl Carmen Electra als auch Kim Kardashian nominiert. Insgesamt erhielt der Film keine „Auszeichnung“.